# How to Make an American Quilt
How to Make an American Quilt (br Colcha de Retalhos; pt Onde Reside o Amor) é um filme estadunidense de 1995, gêneros drama, romance e comédia, dirigido por Jocelyn Moorhouse e estrelado por Winona Ryder, Maya Angelou, Ellen Burstyn e Anne Bancroft, baseado em um romance do mesmo nome de Whitney Otto. 
Em 1996, o filme recebeu uma indicação para os Screen Actors Guild Award por Melhor Performance de um Elenco em um Filme. 
Este filme foi também a estreia de Jared Leto no cinema.

## Sinopse
Enquanto elabora sua tese e se prepara para se casar Finn Dodd (Winona Ryder), uma jovem mulher, vai morar na casa da sua avó (Ellen Burstyn). Lá estão várias amigas da família, que preparam uma elaborada colcha de retalhos como presente de casamento. Enquanto o trabalho é feito ela ouve o relato de paixões e envolvimentos, nem sempre moralmente aprováveis mas repletos de sentimentos, que estas mulheres tiveram. Neste meio tempo ela se sente atraída por um desconhecido, criando dúvidas no seu coração que precisam ser esclarecidas.

## Elenco
| Ator               | Personagem              |
| ------------------ | ----------------------- |
| Winona Ryder       | Finn Dodd               |
| Anne Bancroft      | Glady Joe Cleary        |
| Ellen Burstyn      | Hy Dodd                 |
| Kate Nelligan      | Constance Saunders      |
| Alfre Woodard      | Marianna                |
| Kate Capshaw       | Sally, mãe de Finn      |
| Adam Baldwin       | Pai de Finn             |
| Dermot Mulroney    | Sam                     |
| Maya Angelou       | Anna                    |
| Lois Smith         | Sophia Darling Richards |
| Jean Simmons       | Em Reed                 |
| Denis Arndt        | James                   |
| Rip Torn           | Arthur Cleary           |
| Derrick O'Connor   | Dean Reed               |
| Johnathon Schaech  | Leon                    |
| Samantha Mathis    | Sophia Darling Richards |
| Claire Danes       | Glady Jo Cleary         |
| Mykelti Williamson | Winston                 |